# Ordine della Repubblica Federale di Nigeria
L'Ordine della Repubblica Federale di Nigeria è un ordine cavalleresco della Nigeria.

## Storia
L'Ordine della Repubblica Federale di Nigeria venne istituito come ordine di merito statale all'atto di indipendenza dal Regno Unito nel 1960, unitamente all'Ordine del Niger.
La classe di Gran Commendatore dell'Ordine della Repubblica Federale di Nigeria venne riservata ex officio al presidente della repubblica e la disposizione delle classi onorifiche seguì di fatto l'esempio britannico.
L'Ordine è diviso in classe civile e classe militare.

## Classi
L'Ordine è suddiviso nelle seguenti classi di benemerenza che danno diritto a dei postnominali qui indicati tra parentesi:
- Gran Commendatore (GCFR)
- Commendatore (CFR)
- Ufficiale (OFR)
- Membro (MFR)

## Insegne
- La medaglia dell'Ordine consiste in una stella a cinque punte smaltata di bianco incastonata su una stella a cinque punte smaltate di verde, al centro delle quali si trova un disco d'argento con inciso lo stemma della Nigeria ed attorno al quale si trova un anello smaltato di verde con il motto in argento "ORDER OF THE FEDERAL REPUBLIC - NIGERIA".
- La placca è costituita da una stella raggiante in argento. Al centro si trova in una stella a cinque punte smaltata di bianco incastonata su una stella a cinque punte smaltate di verde, al centro delle quali si trova un disco d'argento con inciso lo stemma della Nigeria ed attorno al quale si trova un anello smaltato di verde con il motto in argento "ORDER OF THE FEDERAL REPUBLIC - NIGERIA".
- Il nastro del gran collare è verde con una striscia bianca per parte. La classe militare è distinta da una piccola striscia rossa al centro.

## Insigniti notabili
- Elisabetta II del Regno Unito
- Hailé Selassié